# Wybory parlamentarne na Słowacji w 1994 roku
Wybory parlamentarne na Słowacji w 1994 roku odbyły się 30 września i 1 października 1994. W ich wyniku Słowacy wybrali 150 posłów do Rady Narodowej. Wybory zakończyły się zwycięstwem Ruchu na rzecz Demokratycznej Słowacji Vladimíra Mečiara. Frekwencja wyborcza wyniosła 75,7%.

## Wyniki wyborów
| Lista wyborcza                                                   | Głosy     | %      | Mandaty |
| ---------------------------------------------------------------- | --------- | ------ | ------- |
| Ruch na rzecz Demokratycznej Słowacji i Rolnicza Partia Słowacji | 1 005 488 | 34,97% | 61      |
| Wspólny Wybór (SDĽ, SDSS, SZS, HPSR)                             | 299 496   | 10,42% | 18      |
| Węgierska Koalicja                                               | 292 936   | 10,19% | 17      |
| Ruch Chrześcijańsko-Demokratyczny                                | 289 987   | 10,08% | 17      |
| Unia Demokratyczna                                               | 246 444   | 8,57%  | 15      |
| Zrzeszenie Robotników Słowacji                                   | 211 321   | 7,35%  | 13      |
| Słowacka Partia Narodowa                                         | 155 359   | 5,40%  | 9       |
| Partia Demokratyczna                                             | 98 555    | 3,43%  | 0       |
| Komunistyczna Partia Słowacji                                    | 78 419    | 2,73%  | 0       |
| Kresťanská sociálna únia Slovenska                               | 59 217    | 2,06%  | 0       |
| Nové Slovensko                                                   | 38 369    | 1,33%  | 0       |
| Strana proti korupcii                                            | 37 929    | 1,32%  | 0       |
| Hnutie za prosperujúce Česko + Slovensko                         | 30 292    | 1,05%  | 0       |
| Romska Inicjatywa Obywatelska                                    | 19 542    | 0,68%  | 0       |
| Sociálna demokracia                                              | 7121      | 0,25%  | 0       |
| Reálna sociálnodemokratická strana Slovákov                      | 3573      | 0,12%  | 0       |
| Združenie pre republiku – Republikáni                            | 1410      | 0,05%  | 0       |